# 31e Grammy Awards
De 31e uitreiking van de jaarlijkse Grammy Awards vond plaats op 22 februari 1989 in het Shrine Auditorium in Los Angeles.  De uitreiking werd gepresenteerd door acteur Billy Crystal en uitgezonden door CBS.
De uitreiking van 1989 is de boeken in gegaan niet zozeer vanwege de grote winnaars, maar vanwege de ophef rond twee nieuwe categorieën: beste hard rock/metal en beste rap. De eerste winnaar in de Best Hard Rock/Metal Performance was niet de gedoodverfde kandidaat Metallica voor het album ...And Justice For All, maar Jethro Tull met Crest of a Knave. Hoewel dat album veel steviger was dan de vroegere platen van Jethro Tull, was het voor veel critici een vreemde eend in de bijt van de rij genomineerden voor deze Grammy (naast Jethro Tull waren dat Metallica, Iggy Pop, Jane's Addiction en AC/DC). Vooral ...And Justice for All  werd vooraf getipt voor de overwinning. Toen Alice Cooper en Lita Ford de envelop met de winnaar openden en Jethro Tull voorlazen, was er dan ook wat boe-geroep te horen vanuit de zaal.
De organisatie van de Grammy's, NARAS, zat achteraf nogal in z'n maag met deze overwinning en besloot om de genres hard rock en metal voortaan te splitsen in aparte categorieën. Metallica nam daarbij meteen revanche door in 1990, 1991 en 1992 drie jaar achter elkaar de Grammy voor Best Metal Performance te winnen. Bij het winnen in 1992, voor het album Metallica, riep drummer Lars Ulrich uit: "Thanks to Jethro Tull for not putting out a new album this year", waarbij hij verwees naar een uitspraak van Paul Simon toen die in 1976 Stevie Wonder bedankte voor het niet uitbrengen van een nieuw album (nadat Wonder de twee jaren daarvoor de Grammy voor beste album had gewonnen).
Een andere rel deed zich voor bij de uitreiking van de allereerste Grammy voor een rap-plaat, voor Best Rap Performance. Drie van de vijf genomineerden (LL Cool J, Salt 'n Pepa en DJ Jazzy Jeff & The Fresh Prince) lieten verstek gaan omdat zij het er niet mee eens waren dat deze Grammy niet te zien zou zijn tijdens de tv-uitzending (traditiegetrouw is maar een klein deel van de winnaars te zien tijdens de tv-show, de rest wordt tijdens de zogenoemde 'Pre-Telecast Ceremony' uitgereikt, vóór de start van de tv-uitzending). Winnaars DJ Jazzy Jeff & The Fresh Prince weigerden om die reden om een prijs uit te reiken, terwijl Will Smith (alias The Fresh Prince) ook zijn prijs niet in ontvangst wilde nemen. De Grammy werd daarom overhandigd aan DJ Jazzy Jeff.
De uitreiking van de andere categorieën verliep vlekkeloos. Jazz-zanger Bobby McFerrin won de meeste prijzen, vier, onder meer voor zijn hit Don't Worry, Be Happy. Tracy Chapman, die in 1988 was doorgebroken met haar hit Fast Car, volgde met drie prijzen, onder meer voor beste nieuwe artiest.
Dirigent Robert Shaw en zijn producer Robert Woods wonnen eveneens elk drie Grammy's, voornamelijk voor het album Verdi: Requiem & Operatic Choruses, dat onder meer tot beste klassieke album van het jaar werd uitgeroepen.
Twee Grammy's waren er voor U2, countryzangeres K.T. Oslin, Anita Baker, jazz-trio Take 6, dirigent Georg Solti (zijn 26e en 27e in totaal) en komiek Robin Williams.
Roy Orbison won anderhalf jaar na zijn dood een postume Grammy voor Crying, een duet met k.d. lang, en blueszanger Willie Dixon won op zijn 73e zijn eerste Grammy in de blues-categorie.
Eén categorie kende een klein Nederlands tintje. Componist John Adams won een Grammy voor beste nieuwe compositie voor zijn opera Nixon in China. De onderscheiden uitvoering werd gedirigeerd door Edo de Waart, maar de Grammy ging alleen naar Adams.

## Winnaars

### Algemeen
- Record of the Year
  - "Don't Worry, Be Happy" - Bobby McFerrin (artiest); Linda Goldstein (producer)
- Album of the Year
  - "Faith" - George Michael
- Song of the Year
  - Bobby McFerrin (componist) voor "Don't Worry, Be Happy"
- Best New Artist
  - Tracy Chapman

### Pop
- Best Pop Vocal Performance (zangeres)
  - "Fast Car" - Tracy Chapman
- Best Pop Vocal Performance (zanger)
  - "Don't Worry, Be Happy" - Bobby McFerrin
- Best Pop Vocal Performance (duo/groep)
  - "Brasil" - Manhattan Transfer
- Best Pop Instrumental Performance
  - "Close Up" - David Sanborn

### Country
- Best Country Vocal Performance (zangeres)
  - "Hold Me" - K.T. Oslin
- Best Country Vocal Performance (zanger)
  - "Old 8x10" - Randy Travis
- Best Country Vocal Performance (duo/groep)
  - "Give a Little Love" - The Judds
- Best Country Vocal Collaboration (Beste country duet)
  - "Crying" - Roy Orbison & k.d. lang
- Best Country Instrumental Performance
  - "Sugarfoot Rag" - Asleep at the Wheel
- Best Country Song
  - K.T. Oslin (componist) voor Hold Me (uitvoerende: K.T. Oslin)
- Best Bluegrass Recording
  - "Southern Flavor" - Bill Monroe

### R&B
- Best R&B Vocal Performance (zangeres)
  - "Giving You The Best That I Got" - Anita Baker
- Best R&B Vocal Performance (zanger)
  - "Introducing the Hardline According to Terence Trent D'Arby" - Terence Trent d'Arby
- Best R&B Performance (duo/groep)
  - "Love Overboard" - Gladys Knight & The Pips
- Best R&B Instrumental Performance
  - "Light Years"  - Chick Corea
- Best R&B Song
  - Anita Baker, Randy Holland & Skip Scarborough (componisten) voor Giving You The Best That I Go, uitvoerende: Anita Baker

### Rap
- Best Rap Performance
  - "Parents Just Don't Understand" - DJ Jazzy Jeff & The Fresh Prince

### Rock
- Best Rock Vocal Performance (zangeres)
  - "Tina Live in Europe" - Tina Turner
- Best Rock Vocal Performance (zanger)
  - "Simply Irresistable" - Robert Palmer
- Best Rock Vocal Performance (duo/groep)
  - "Desire" - U2
- Best Rock Instrumental Performance
  - "Blues for Salvador" - Carlos Santana
- Best Hard Rock/Metal Performance
  - "Crest of a Knave" - Jethro Tull

### Blues
- Best Traditional Blues Recording (Traditionele blues)
  - "Hidden Charms" - Willie Dixon
- Best Contemporary Blues Recording (Eigentijdse blues)
  - "Don't Be Afraid of the Dark" - Robert Cray Band

### Folk/Traditioneel
- Best Traditional Folk Recording (Traditionele folk)
  - "Folkways - A Vision Shared: A Tribute to Woody Guthrie and Leadbelly" - Don DeVito, Harold Leventhal, Joe McEwen & Ralph Rinzler (producers)
- Best Contemporary Folk Recording (Eigentijdse folk)
  - "Tracy Chapman" - Tracy Chapman

### Polka
- Best Polka Recording
  - "Born to Polka" - Jimmy Sturr

### Latin
- Beste latin pop-optreden
  - "Roberto Carlos" - Roberto Carlos
- Best Tropical Latin Performance
  - "Antecedente"  - Ruben Blades
- Best Mexican-American Performance
  - "Canciones de mi Padre" - Linda Ronstadt

### Reggae
- Best Reggae Recording
  - "Conscious Party" - Ziggy Marley & The Melody Makers

### Gospel
- Best Gospel Performance (zangeres)
  - "Lead Me On" - Amy Grant
- Best Gospel Performance (zanger)
  - "Christmas" - Larnelle Harris
- Best Gospel Performance (duo/groep/koor)
  - "Live at Carnegie Hall" - The Winans
- Best Soul Gospel Performance (zangeres)
  - "One Lord, One Faith, One Baptism" - Aretha Franklin
- Best Soul Gospel Performance (zanger)
  - "Abundant Life" - BeBe Winans
- Best Soul Gospel Performance (duo/groep/koor)
  - "Take 6" - Take 6

### Jazz
- Best Jazz Vocal Performance (zangeres)
  - "Look What I Got!" - Betty Carter
- Best Jazz Vocal Performance (zanger)
  - "Brothers" - Bobby McFerrin
- Best Jazz Vocal Performance (duo/groep)
  - "Spread Love" - Take 6
- Best Jazz Instrumental Recording (solist)
  - "Don't Try This at Home" - Michael Brecker
- Best Jazz Instrumental Recording (groep)
  - "Blues for Coltrane: A Tribute to John Coltrane" - Roy Haynes, Cecil McBee, David Murray, Pharoah Sanders & McCoy Tyner
- Best Jazz Instrumental Recording (big band)
  - "Bud & Bird" - Gil Evans & The Monday Night Orchestra
- Best Jazz Fusion Performance
  - "Politics" - Yellowjackets

### New Age
- Best New Age Recording
  - "Folksongs for a Nuclear Village" - Shadowfax

### Klassieke muziek
Vetgedrukte namen ontvingen een Grammy. Overige uitvoerenden, zoals orkesten, solisten e.d., die niet in aanmerking kwamen voor een Grammy, staan in kleine letters vermeld.
- Best Orchestral Recording
  - "Rorem: String Symphony; Sunday Morning; Eagles" - Louis Lane & Robert Shaw (dirigenten); Robert Woods (producer)
  - Atlanta Symphony Orchestra, orkest
- Best Classical Vocal Soloist Performance (zanger/zangeres)
  - "In Concert" - Luciano Pavarotti
  - Symphony Orchestra of Amelia Romangna o.l.v. Emerson Buckley
- Best Opera Recording
  - "Wagner: Lohengrin" - Dietrich Fischer-Dieskau, Eva Randova, Hans Sotin, Jessye Norman, Placido Domingo & Siegmund Nimsgern (solisten); Georg Solti (dirigent); Christopher Raeburn (producer)
  - Orkest van de Weense Staatsopera
- Best Choral Performance (koor)
  - "Verdi: Requiem & Operatic Choruses" - Robert Shaw (dirigent)
  - Atlanta Symphony Orchestra & Chorus, koor & orkest
- Best Classical Performance (instrumentale solist met orkestbegeleiding)
  - "Mozart: Piano Concerto No. 23" - Vladimir Horowitz
  - La Scala Opera Orchestra o.l.v. Carlo Maria Giulini
- Best Classical Performance (instrumentale solist zonder orkestbegeleiding)
  - "Albéniz: Iberia, Navarra, Suite Espagnola" - Alicia de Larrocha
- Best Chamber Music Performance (kamermuziek)
  - "Bartók: Sonata for Two Pianos & Percussion" - David Corkhill, Evelyn Glennie, Georg Solti & Murray Perahia
- Best Contemporary Composition (Beste eigentijdse klassieke compositie)
  - John Adams (componist) voor "Nixon in China"
  - San Francisco Symphony o.l.v. Edo de Waart, uitvoerenden
- Best Classical Album
  - "Verdi: Requiem & Operatic Choruses" - Robert Shaw (dirigent); Robert Woods (producer)
  - Atlanta Symphony Orchestra & Chorus, koor & orkest

### Comedy
- Best Comedy Recording
  - "Good Morning Vietnam" - Robin Williams

### Composition & Arranging (Compositie & Arrangementen)
- Best Instrumental Composition
  - Mike Post (componist) voor Theme From L.A. Law
- Best Song Written Specifically for a Motion Picture or Television (Beste song geschreven voor film of tv-programma)
  - Phil Collins & Lamont Dozier (componisten) voor Two Hearts, uitvoerende: Phil Collins
- Best Album or Original Instrumental Background Score Written for a Motion Picture or Television (Beste muziek voor een film of tv-programma)
  - David Byrne, Cong Su & Ryuichi Sakamoto voor The Last Emperor
- Best Arrangement on an Instrumental (Beste instrumentale arrangement)
  - Roger Kellaway (arrangeur) voor Memos From Paradise, uitvoerende: Eddie Daniels
- Best Instrumental Arrangement Accompanying Vocals (Beste instrumentale arrangement met zang)
  - Jonathan Tunick (arrangeur) voor No One is Alone, uitvoerende: Cleo Laine

### Kinderrepertoire
- Best Recording for Children
  - "Pecos Bill" - Ry Cooder, Robin Williams (uitvoerenden) & Mark Sottnick (producer)

### Musical
- Best Musical Cast Show Album
  - "Into the Woods" - Stephen Sondheim (componist), Jay David Saks (producer)

### Hoezen
- Best Album Package
  - Bill Johnson (ontwerper) voor Tired of Runnin' , uitvoerenden: The O'Kanes
- Best Album Notes (Hoestekst)
  - Anthony DeCurtis (schrijver) voor Crossroads, uitvoerende: Eric Clapton

### Production & Engineering (Productie & Techniek)
- Best Engineered Recording, Non Classical (Beste techniek op niet-klassiek album)
  - Tom Lord-Alge (technicus) voor Roll With It, uitvoerende: Steve Winwood
- Best Engineered Recording, Classical (Beste techniek op klassiek album)
  - Jack Renner (techniek) voor Verdi: Requiem & Operatic Choruses, uitvoerenden: Atlanta Symphony Orchestra o.l.v. Robert Shaw
- Producer of the Year, Non-Classical 
  - Neil Dorfsman
- Producer of the Year, Classical
  - Robert Woods

### Gesproken Woord
- Best Spoken Word or Non-Musical Recording
  - "Speech by Rev. Jesse Jackson" - Jesse Jackson

### Historisch
- Best Historical Album
  - Bill Levenson (producer) voor Crossroads, uitvoerende: Eric Clapton

### Video
- Best Performance Music Video (Beste video met daarin een optreden van de artiest[en])
  - "Where The Streets Have No Name" - U2 (artiesten); Meiert Avis (video regisseur); Ben Dossett & Michael Hamlyn (video producers)
- Best Concept Music Viceo (Beste gedramatiseerde videoclip)
  - "I'm Fat" - Weird Al Yankovic (artiest); Jay Levey (video regisseur); Susan Zwerman (video producer)

## Verwijzingen
1. ↑  Grammy Awards uitreiking 1989. Gearchiveerd op 28 februari 2023.
2. ↑  Grammy Awards 1992
3. ↑  Los Angeles Times, 23 februari 1989